# روك ضد الشيوعية

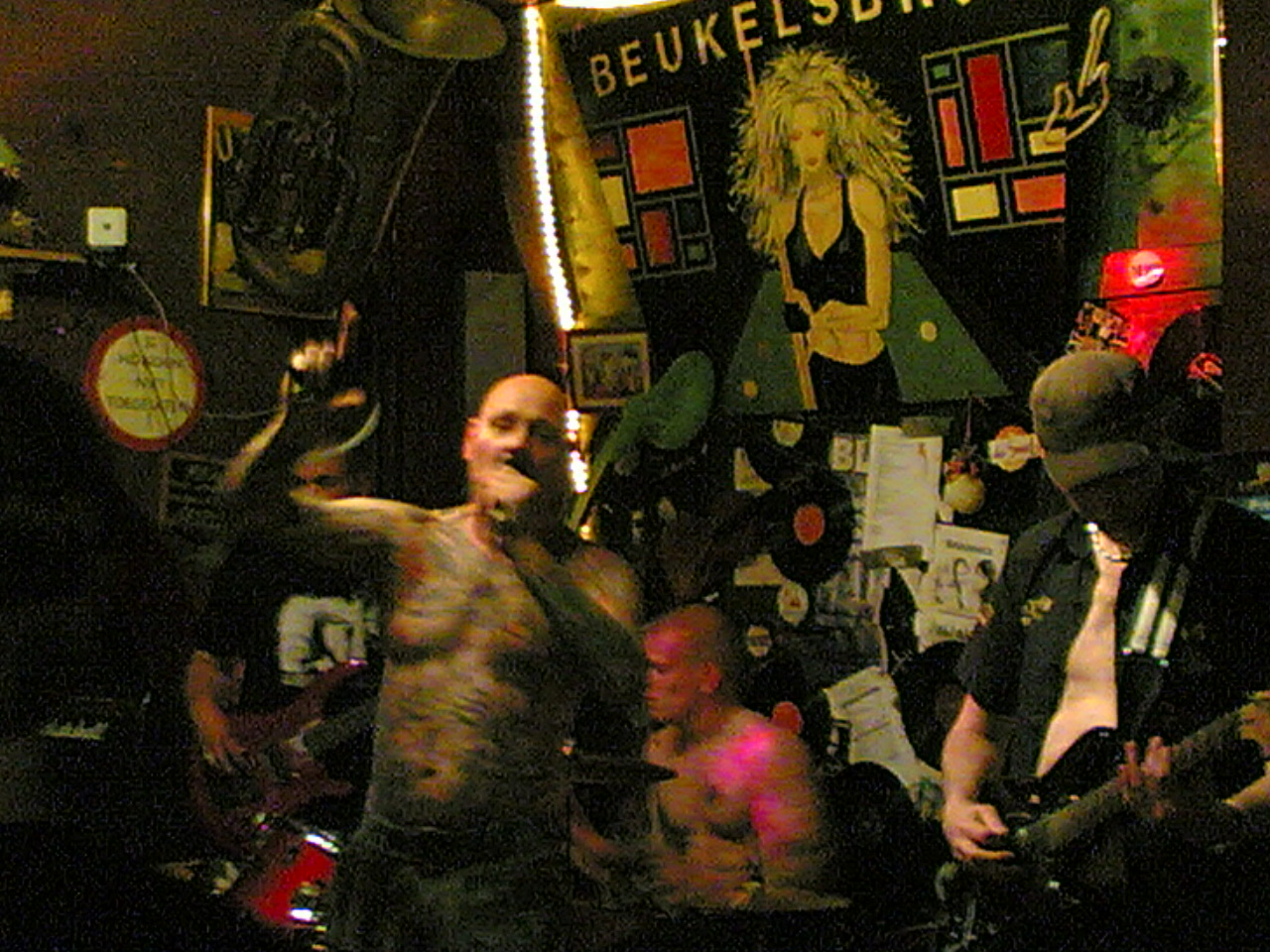
فرقة "بريغيد إم" عام 2009 وهي إحدى فرق "الروك ضد الشيوعية"

روك ضد الشيوعية (بالإنجليزية: Rock Against Communism، واختصاراً: RAC) هو مصطلح أطلق بالأصل على حفلات فرق الروك ممن كانت تروج لفكرة القوة البيضاء في المملكة المتحدة خلال أواخر سبعينيات ومطلع ثمانينيات القرن العشرين. وانتشر منذ حينها استعمال هذا المصطلح بغرض الإشارة إلى الموسيقى التي تصطبغ كلمات أغانيها بصبغة عنصرية. تحمل كلمات أغاني «الروك ضد الشيوعية» في العادة طابعاً عنصرياً ومعادياً للسامية، ولكن يختلف هذا الأمر تبعاً لكل فرقة موسيقية من فرق هذه الموسيقى. لم تلاقي فرق الروك ضد الشيوعية شعبية سوى بين فئة ضئيلة شملت كلاً من حليقي الرؤوس المؤمنين بسيادة البيض والنازيين الجدد وممن تعاطف معهم.

## لمحة تاريخية
تعود أصول حركة «روك ضد الشيوعية» (RAC) إلى المملكة المتحدة خلال أواخر عام 1978 من جانب ناشطين من اليمين المتطرف كانوا ينتمون إلى حزب الجبهة الوطنية الفاشي. وكان مسعاهم من هذا هو مجابهة حركة «روك ضد العنصرية» التي حاربت وناهضت في موسيقاها وكلمات أغانيها العنصرية والتطرف بشتى أشكاله. أقامت حركة «روك ضد الشيوعية» حفلة موسيقية واحدة خلال عام 1979. وأقامت حفلة أخرى خلال ربيع عام 1983 أدت فيها فرقة روك القوة البيضاء «سكرودرايفر» العنصرية. وأجريت بعدها المزيد من حفلات هذه الموسيقى العنصرية والتي غالباً ما شاركت بها فرقة «سكرودرايفر» وغيرها من فرق روك القوة البيضاء المؤمنة بسيادة البيض مثل فرقة «سكولهيد» وفرقة «نو ريمورس». وأصبحت حفلات «روك ضد الشيوعية» بحلول منتصف ثمانينيات القرن العشرين تقام في سوفولك التي كانت موطن الناشط إدغار غريفن في حزب المحافظين، وهو والد نيك غريفن الذي أصبح رئيس الحزب الوطني البريطاني اليميني المتطرف.